# Gravures rupestres d'Aït Ouazik
Les gravures rupestres d'Aït Ouazik, au Maroc, sont des gravures rupestres apparentées à celles du sud Oranais (Algérie). Elles semblent dater du Néolithique.

## Situation
Le site d'Aït Ouazik se trouve dans la région de Drâa-Tafilalet, à 70 km de route au nord de Zagora et à 20 km de Tazarine. Le site est un ancien lit de rivière, d'où le nom des gorges Aït Ouazik, et un ancien lac asséché, gagné par le désert du Sahara.

## Contexte
La culture ibéromaurusienne du Maghreb cède la place il y a environ 10 000 ans à des cultures mésolithiques, auxquelles succède un peu plus tard avec l'introduction de l'agriculture la période du Néolithique.

## Description
Le site d'Aït Ouazik est l’un des sites d’art rupestre les plus importants du Maroc. On y trouve des milliers de grandes pierres qui parsèment le sol sur plusieurs hectares, dont beaucoup sont ornées de gravures rupestres. Celles-ci représentent des scènes de la vie quotidienne dans un paysage de savane sensiblement plus verdoyant qu'aujourd'hui. Réalisées par incision et polissage de la roche, les gravures montrent la faune sauvage de l’époque : éléphants, antilopes, rhinocéros, girafes et félidés. On y voit aussi une rivière, des outils, ainsi que des formes abstraites. Ces gravures témoignent probablement de la sédentarisation de leurs auteurs au cours du Néolithique.
D'autres sites de la même région montrent parfois des gravures de cavaliers à cheval, sensiblement plus récentes, qui pourraient dater du IIe ou du Ier millénaire av. J.-C.

## Galerie

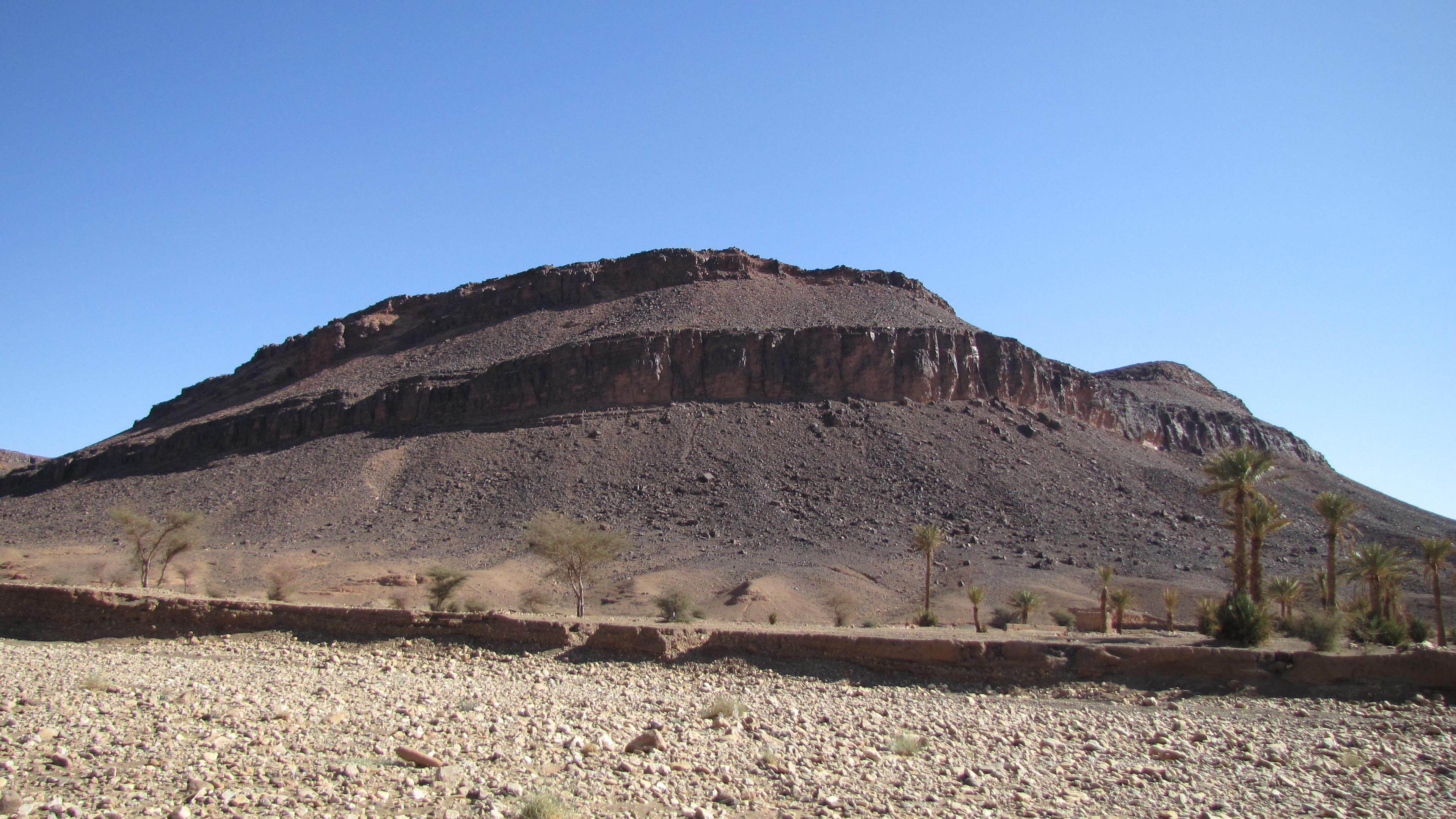
Montagnes autour du site préhistorique, où l'on trouve des marques de l'ancienne présence d'eau.
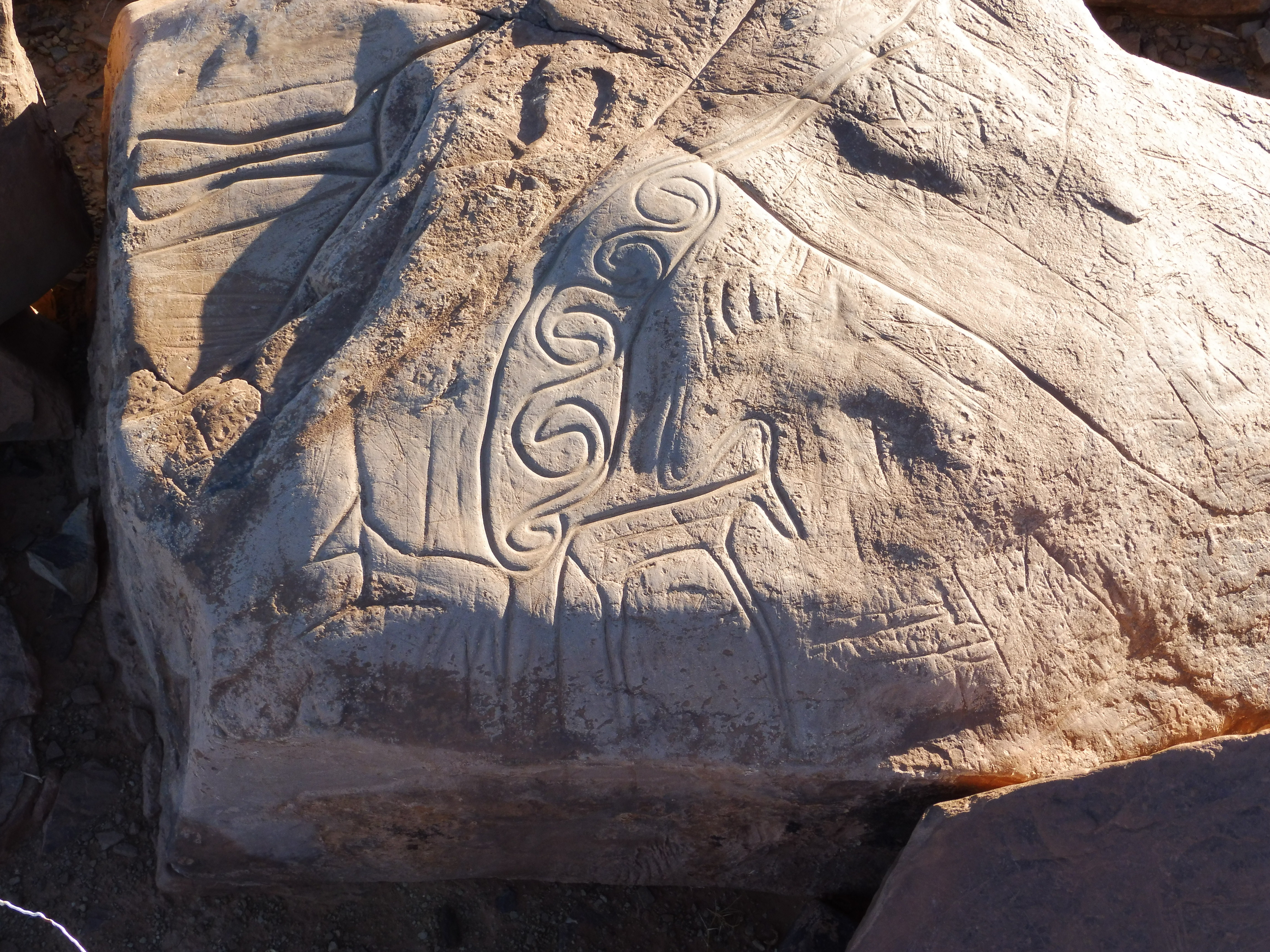
Gravures multiples.
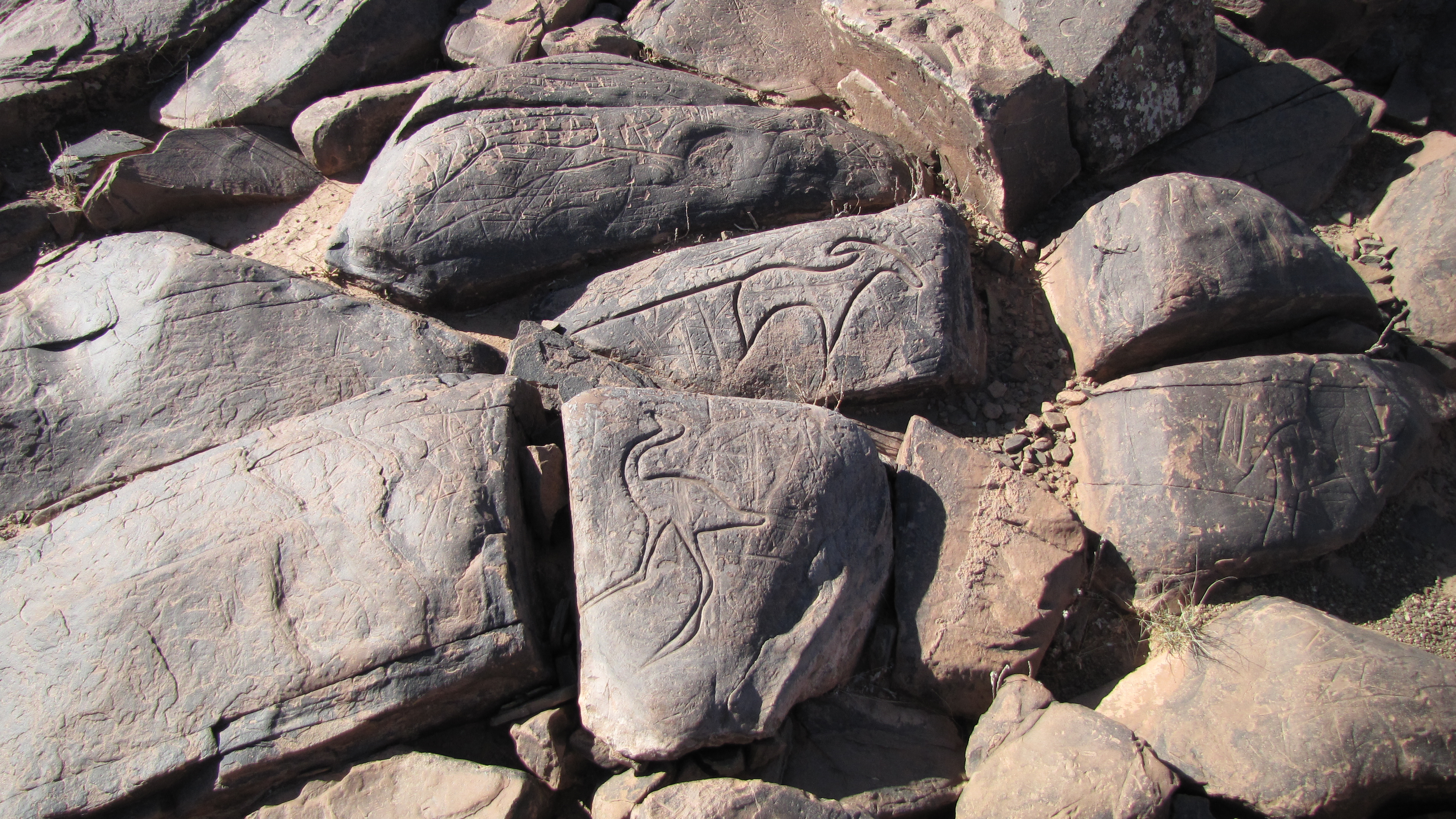
Gravures d'un oiseau et d'un quadrupède.
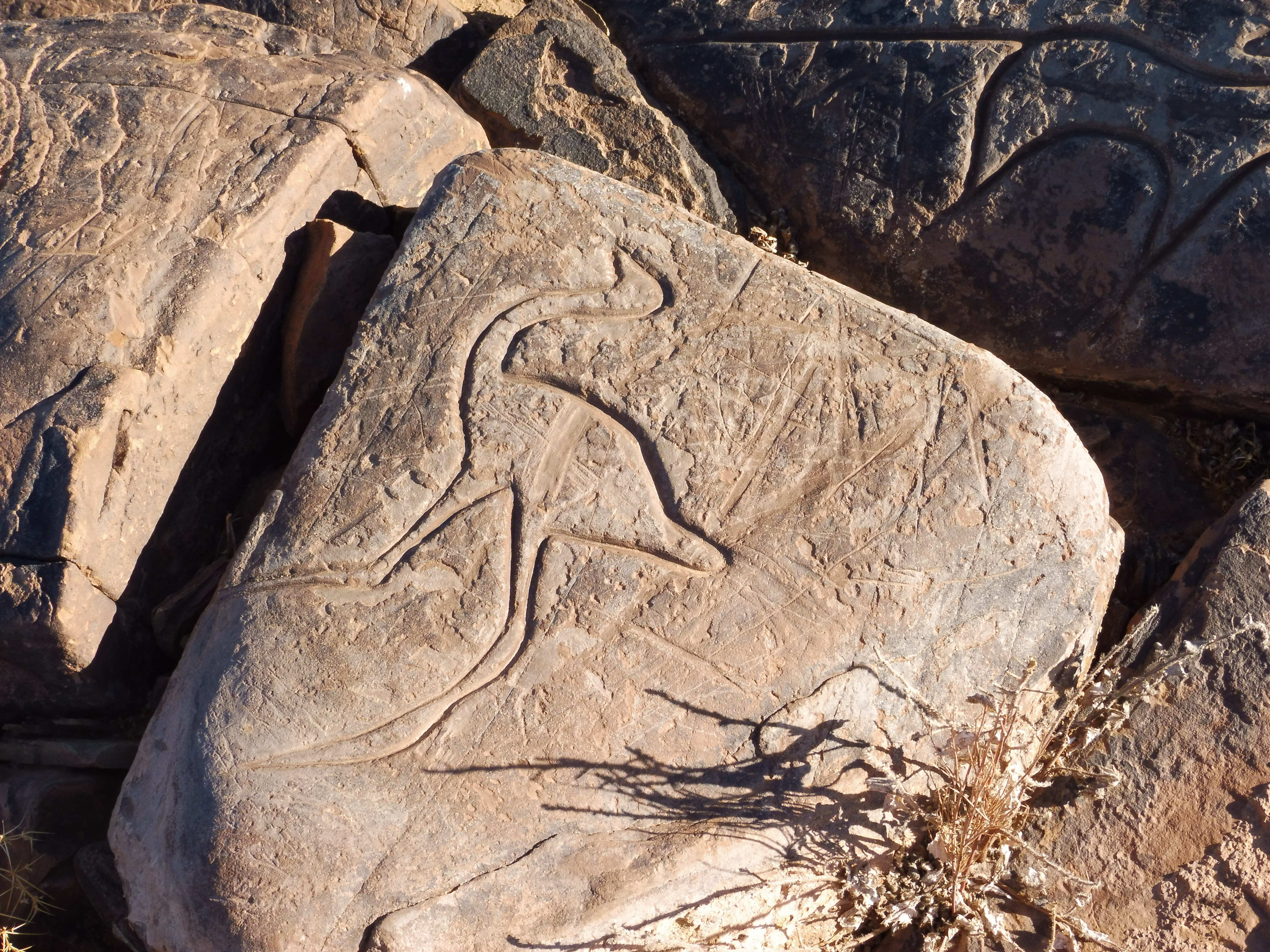
Gravure d'un oiseau.
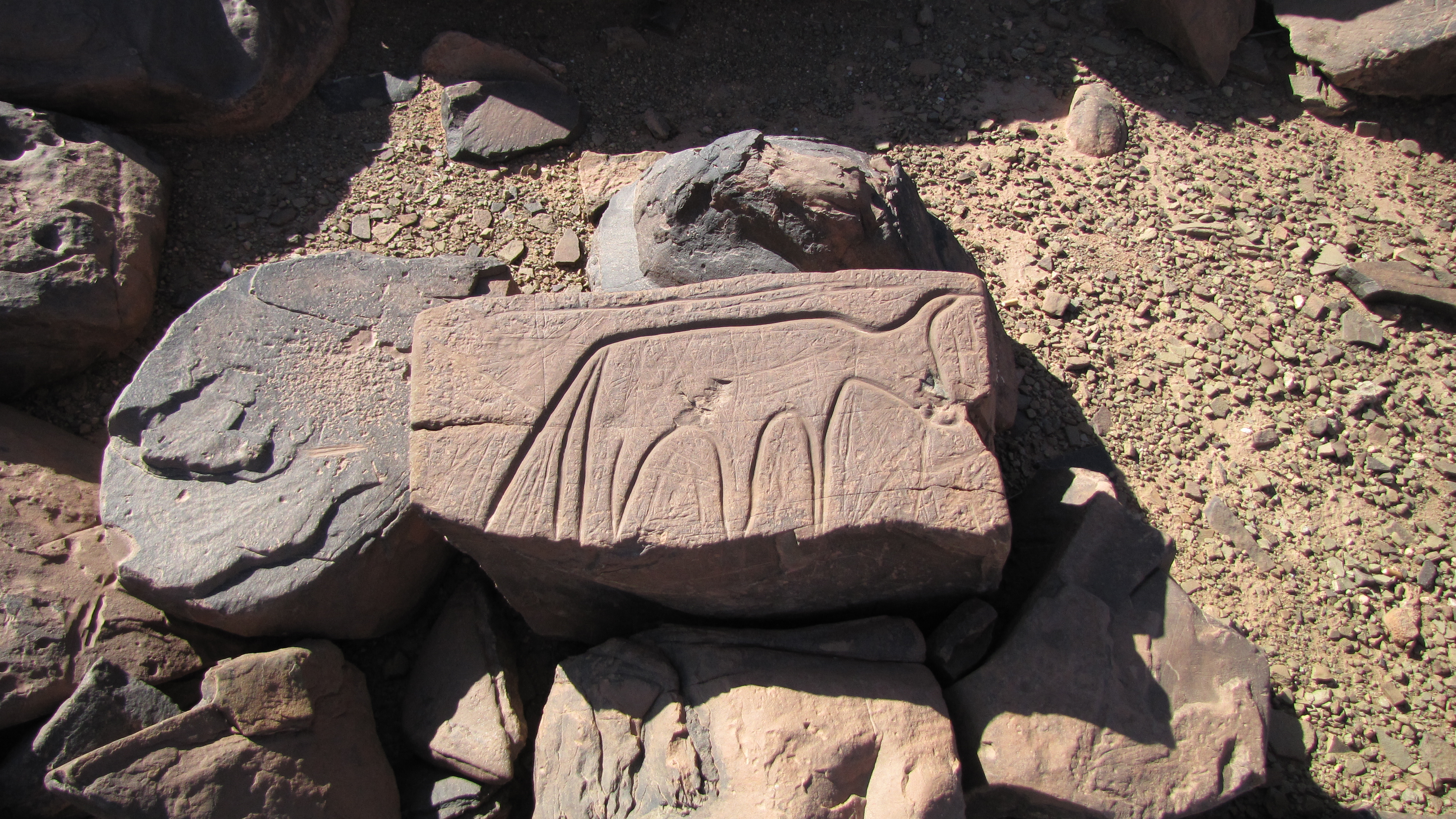
Gravure d'un quadrupède.
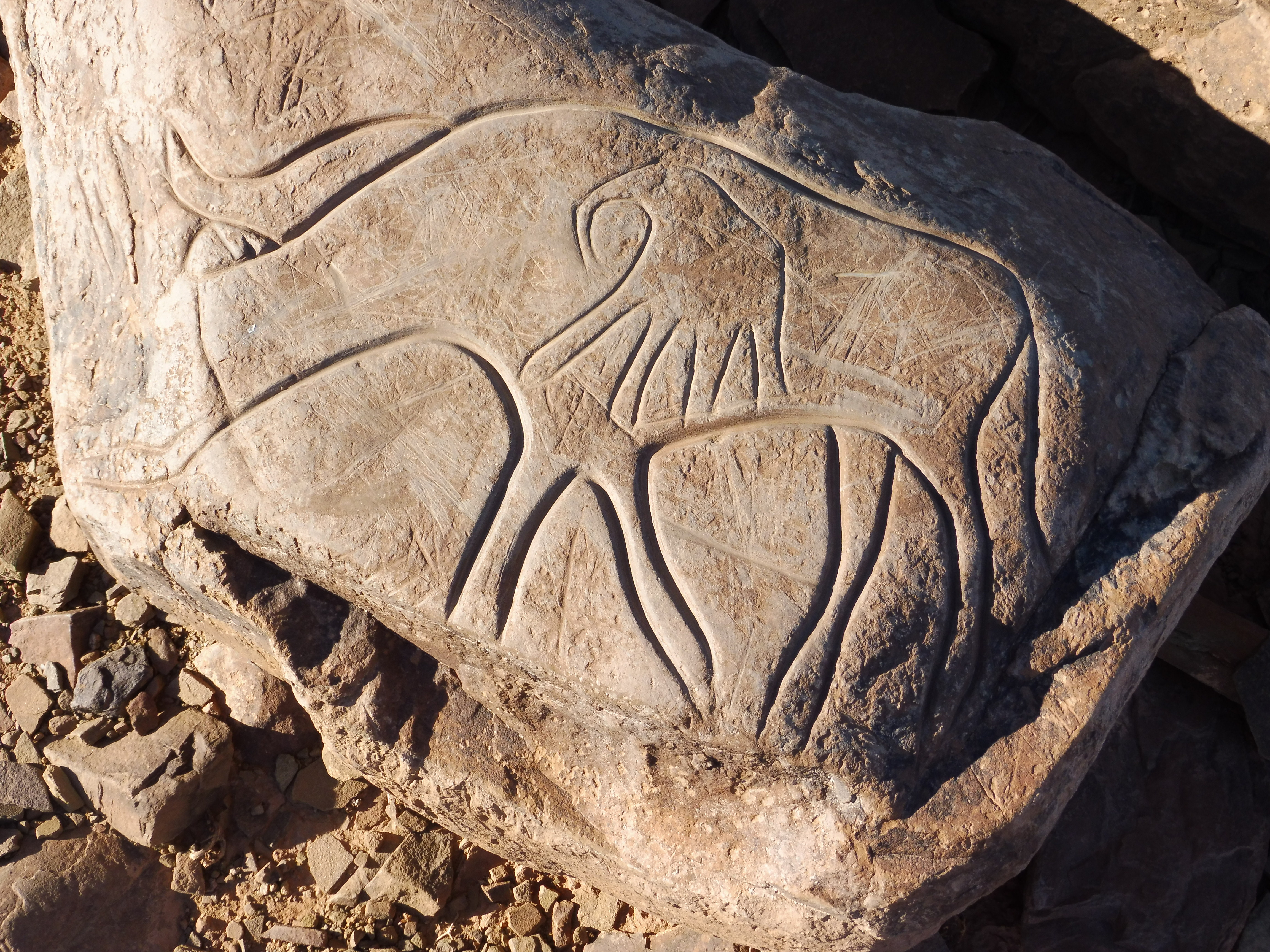
Gravure d'une hyène et d'un éléphant.
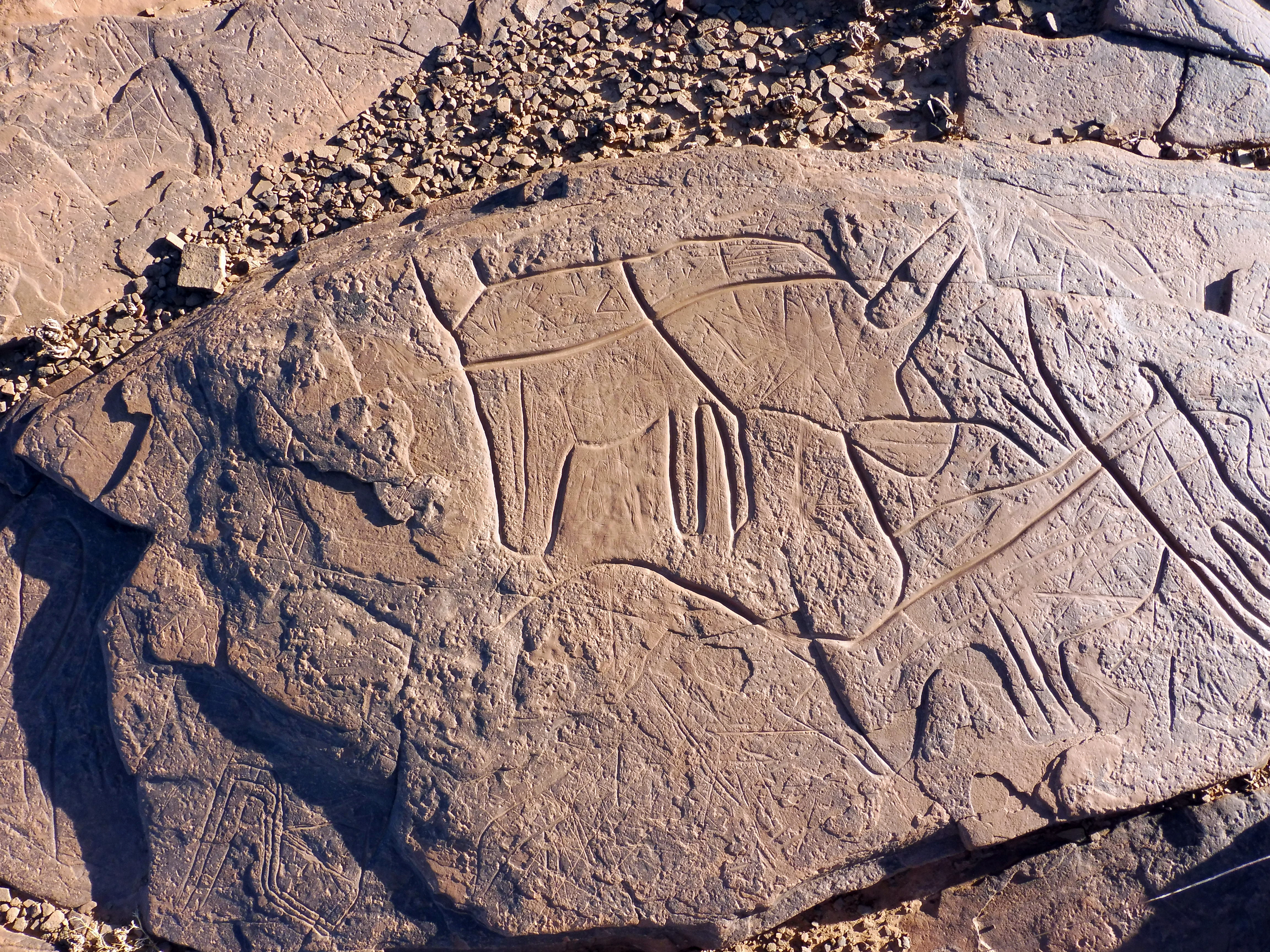
Gravure d'un rhinocéros.
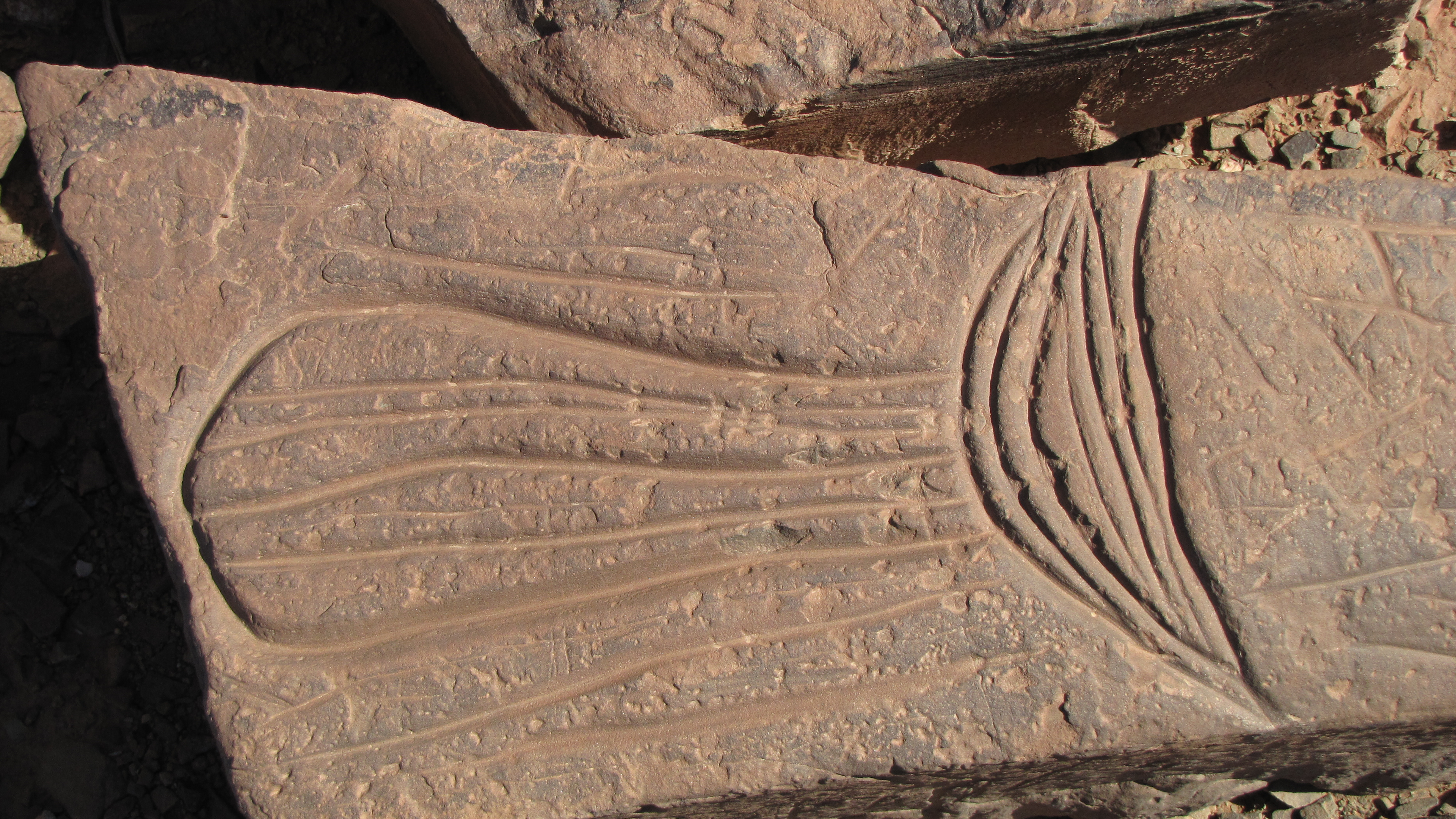
Gravure d'un poisson, indiquant la présence d'un cours d'eau.
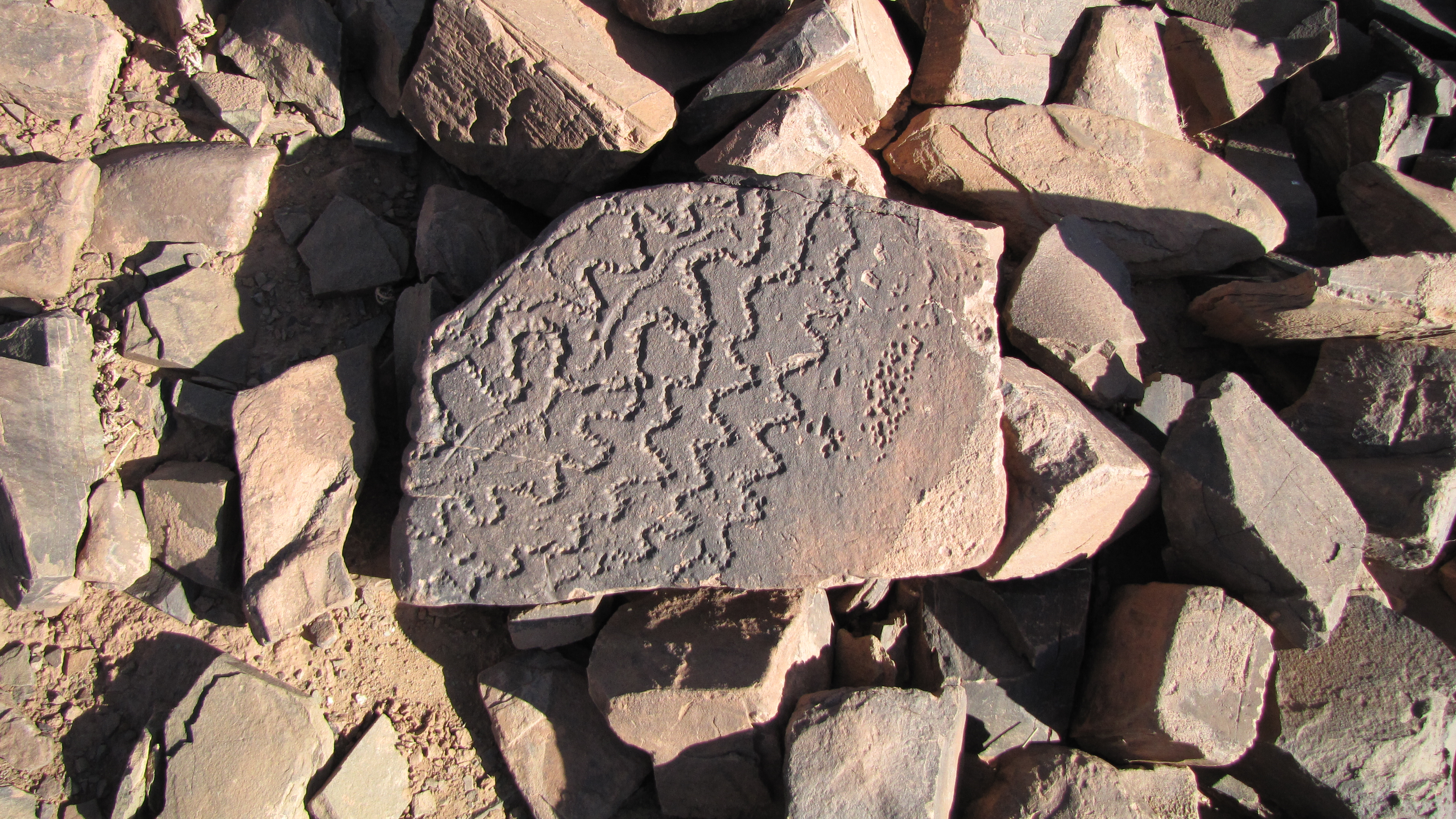
Gravure de vagues.
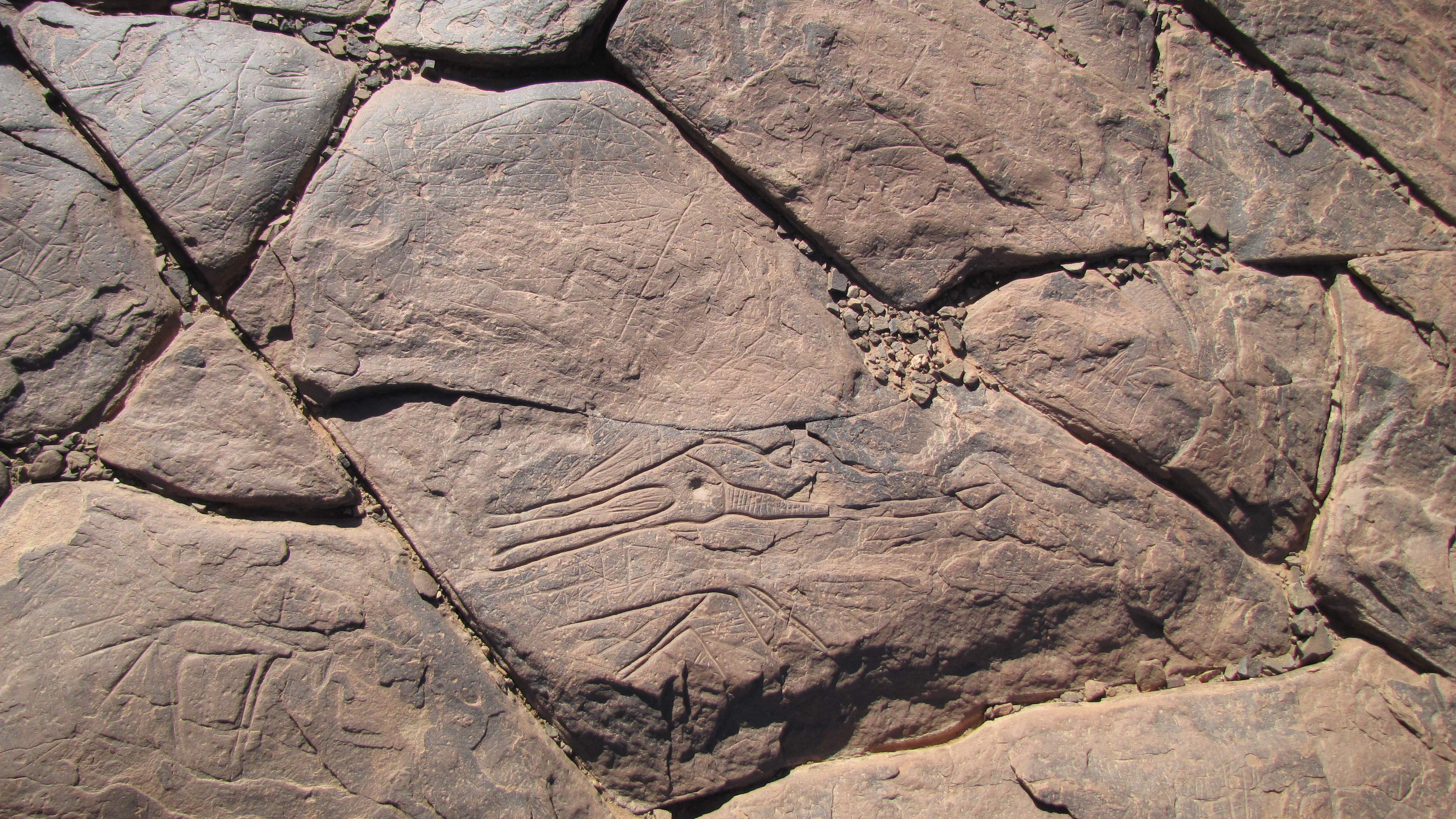
Gravure d'un calmar.
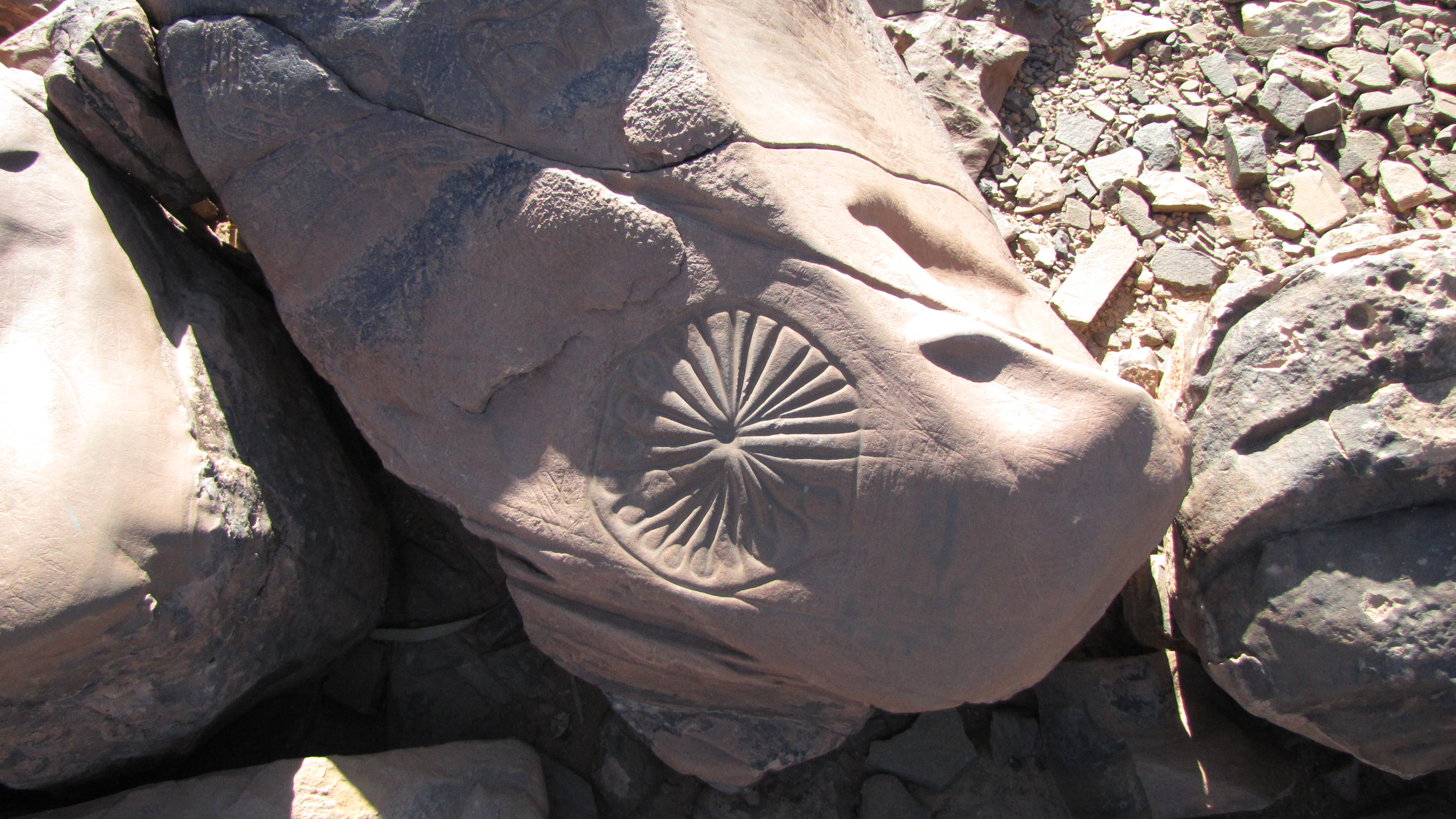
Gravure d'un soleil.
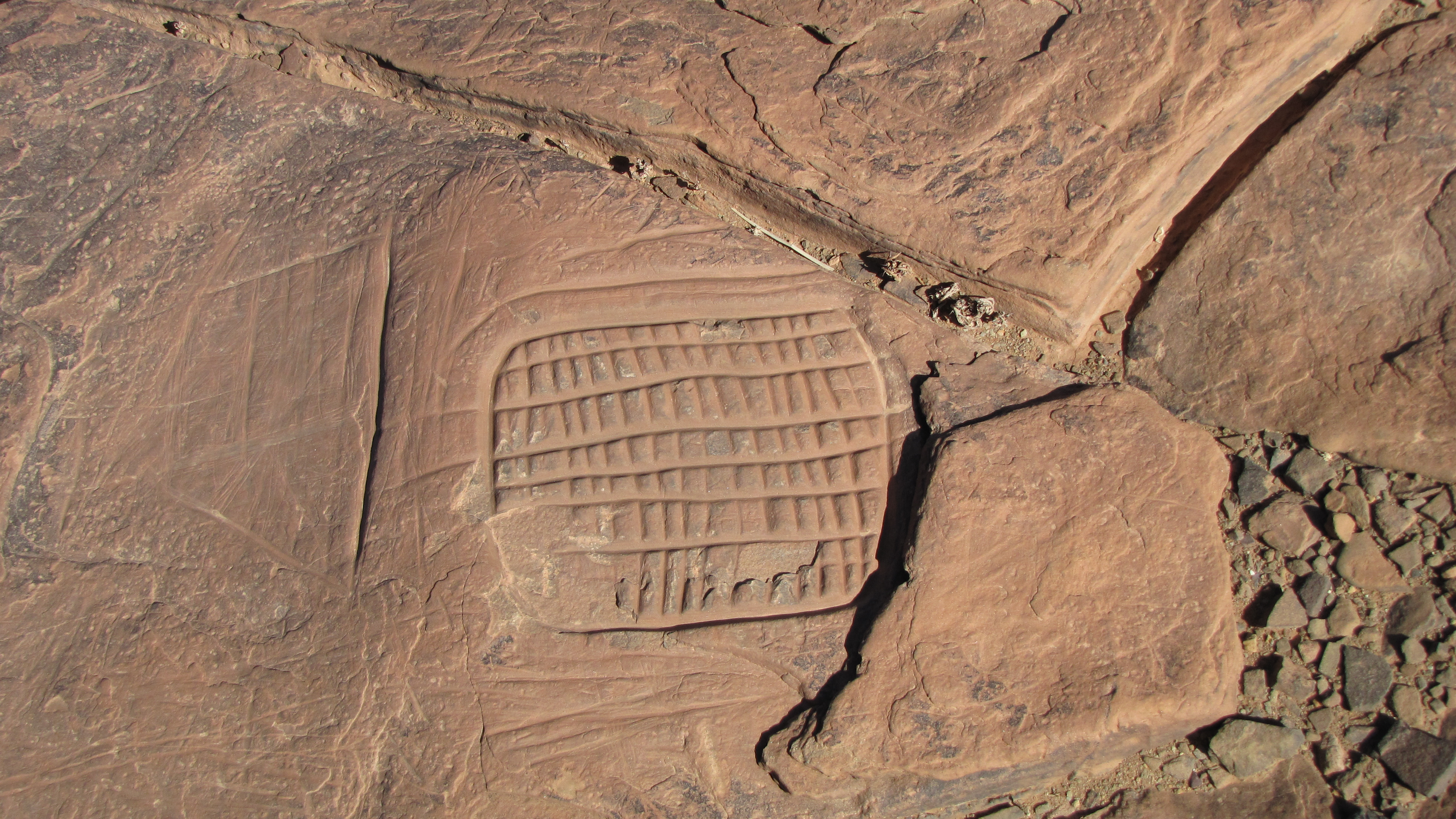
Gravure abstraite.
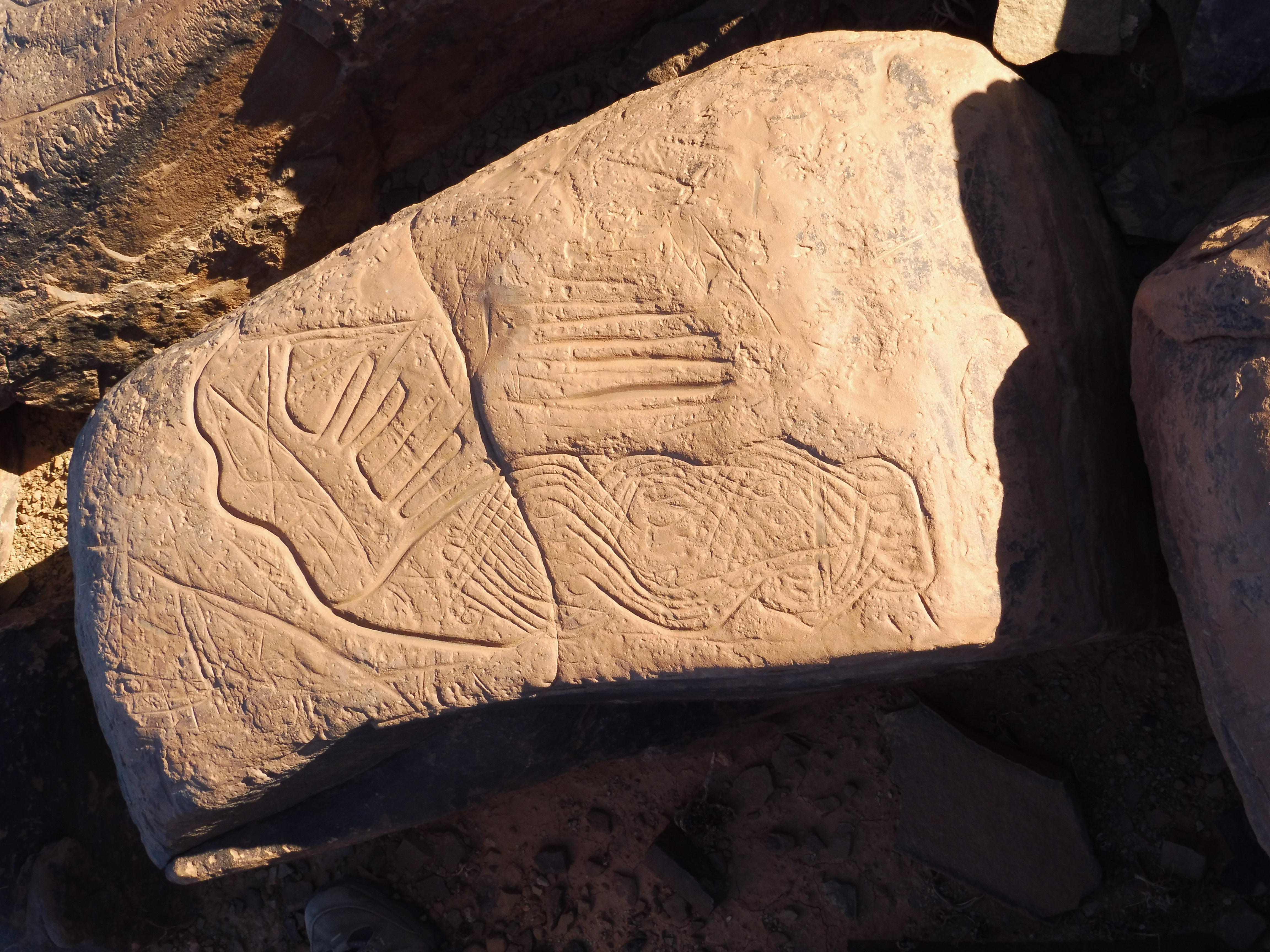
Bloc gravé.